# Paul Scherrer (Bibliothekar)
Paul Scherrer auch Scherrer-Bylund (* 28. August 1900 in St. Gallen; † 28. März 1992 ebenda), heimatberechtigt in St. Gallen, war ein Schweizer Bibliothekar.

## Leben
Paul Scherrer, jüngster Sohn des St. Galler Kaufmanns, Stadtrats und Marionettentheaterleiters Hermann Scherrer und der Sophie geborene Gehrig, besuchte die Primarschule in St. Gallen, legte die Matura am Humanistischen Gymnasium St. Gallen ab, bevor er sich einem Studium der Germanistik an den Universitäten München, Berlin und Glasgow zuwandt, das er 1927 in München mit dem Erwerb des akademischen Grades eines Dr. phil. abschloss.
Im Januar 1929 wurde Paul Scherrer als wissenschaftlicher Assistent an die Universitätsbibliothek Basel gewählt, 1931 erfolgte dort seine Bestellung zum Bibliothekar, 1947 wechselte er als Oberbibliothekar an die ETH-Bibliothek Zürich, deren Leitung er 1953 übernahm, zusätzlich hatte er von 1956 bis 1961 die Leitung des Thomas-Mann-Archivs inne. 1963 wurde Scherrer der Direktorsposten der Zentralbibliothek in Zürich übertragen, den er bis zu seinem Eintritt in den Ruhestand 1971 ausfüllte. Von 1967 bis 1975 war er Präsident der Gottfried Keller-Gesellschaft.
Paul Scherrer zeichnete in seiner Amtszeit als Direktor der Zentralbibliothek in Zürich hauptverantwortlich für deren Ausbau zu einer modernen wissenschaftlichen Allgemeinbibliothek. Paul Scherrer – er heiratete in erster Ehe 1929 Tamara geborene Wintsch, in zweiter Ehe 1963 Barbro geborene Bylund – verstarb am 28. März 1992, fünf Monate vor Vollendung seines 92. Lebensjahres, in seiner Geburtsstadt St. Gallen.

## Schriften
- Thomas Murners Verhältnis zum Humanismus: untersucht auf Grund seiner "Reformatio Poetarum", Dissertation, Basel, 1929
- Der Umbau der ETH-Bibliothek in den Jahren 1948 bis 1951, Eidgenössische Technische Hochschule, Zürich, 1951
- Vom Werden und von den Aufgaben der Bibliotheken technischer Hochschulen, Leemann, Zürich, 1955
- Sub aeternitatis specie : Gedanken über den bibliothekarischen Beruf, Schweizerische Bibliophilen-Gesellschaft, Basel, 1957
- Ist Bibliophilie zeitgemäss? : Überlegungen zur Zeitschrift "Librarium", Schweizerische Bibliophilen-Gesellschaft, Zürich, 1958
- Die Bibliothek des Deutschen Patentamtes und die kulturellen Aufgaben technischer Bibliotheken, Heymann, München, Köln, Berlin, 1959
- Mit Hans Wysling: Quellenkritische Studien zum Werk Thomas Manns, Francke, Bern, München, 1967